# 1540

## Esdeveniments
Països Catalans
Resta del món
- Enric VIII d'Anglaterra es divorcia per quarta vegada.
- El Papa aprova l'orde dels jesuïtes.
- Pedro de Valdivia parteix a la conquesta de Xile.
- Lodovico Ferrari idea un métode per resoldre una equació de quart grau.

## Naixements
- 28 de gener, Hildesheim: Ludolph van Ceulen, matemàtic neerlandès.
- 3 d'abril, Florència, Ducat de Florència: Maria de Cosme de Mèdici, princesa italiana membre de la dinastia Mèdici (m. 1557).[1]
- 29 de juny, Cifuentes, Guadalajara: Ana de Mendoza, princesa d'Éboli, noble espanyola (m. 1592).[2]

- Pöchlarn: Johann Rasch, compositor del Renaixement
- Brandenburg: Gregor Lange, compositor

## Necrològiques
- 27 de gener, Brèscia: Àngela Merici, religiosa fundadora de la Companyia de Santa Úrsula (n. 1474).[3]
- 6 de maig, Bruges, comtat de Flandes, (Països Baixos espanyols avui Bèlgica): Joan Lluís Vives i March, un dels més destacats humanistes i filòsofs del Renaixement.
- 28 de juliol, Putney, Londres (Anglaterra): Thomas Cromwell, fou Primer Ministre d'Enric VIII d'Anglaterra entre 1532 i 1540 i Comte d'Essex. (n. 1485).[4]
- Lió, Regne de França: Francesco de Layolle, compositor i organista.